# فنویک ویلیامز
فنویک ویلیامز (انگلیسی: Fenwick Williams; ۴ دسامبر ۱۸۰۰ – ۲۶ ژوئیهٔ ۱۸۸۳) فرد نظامی و سیاست‌مدار اهل پادشاهی متحد بریتانیای کبیر و ایرلند بود. وی همچنین برندهٔ جوایزی همچون لژیون دونور (صلیب بزرگ) و نشان حمام شده‌است.